# Denis Hennequin
 (août 2018).
 (décembre 2016).
Denis Hennequin, né le 8 juin 1958 à Paris, est un chef d’entreprise français et administrateur de sociétés internationales.

## Biographie

### Formation
- Lycée Henri-IV et lycée Montaigne, Paris
- Titulaire d’une licence en sciences économiques et d’une maîtrise en droit des affaires et en droit fiscal de l'université Paris II Assas.
- Titulaire du probatoire du DECS (diplôme d'études comptables supérieur[1]).

### Parcours professionnel en entreprise

#### McDonald's
En 1984, Denis Hennequin entre chez McDonald’s en tant qu’assistant directeur du restaurant de Richelieu-Drouot à Paris.  Il devient successivement directeur de restaurant à Mulhouse, puis conseiller en formation et recrutement, conseiller en exploitation, directeur de la franchise, directeur des opérations et finalement directeur régional Île-de-France.
Il occupe ensuite les postes de vice-président chargé du développement, des ressources humaines et des régions.
Il est nommé président-directeur général France en 1996, dans un contexte difficile pour l'entreprise puisque la même année, une bombe tue une employée dans le restaurant de Quévert. 
En 1999, il doit faire face au risque de dégradation d'image de l'enseigne due à l'action menée par les syndicats agricoles français Confédération paysanne et SPLB (Syndicat des Producteurs de Lait de Brebis) qui orchestrent un démontage de McDonald’s à Millau. À la suite de cette manifestation spectaculaire médiatisée au niveau international, McDonald’s devient en France le symbole de la mondialisation et de la « malbouffe ». En réaction, Denis Hennequin prend plusieurs initiatives. Il invente la formule  « Born in the USA, made in France » pour mettre en avant l'origine française des produits agricoles transformés par l’enseigne (à 75 %) et engage un remodelage architectural des restaurants. Le chiffre d'affaires France progresse de 10 %. La France devient le 2e pays le plus rentable pour Mc Donald’s, derrière les États-Unis.
En 2005, il devient vice-président directeur général Europe. Il est le premier non-américain à avoir une responsabilité internationale au sein de l’enseigne. Son bilan est jugé positif. La filiale européenne représente environ 20 % du nombre de restaurants de l’enseigne pour 40 % de son résultat opérationnel. Il consolide des marchés, comme la Russie. On lui crédite le Royal Deluxe français, sans ketchup, mais relevé de moutarde à l’ancienne, le Shrimp Burger allemand, ou encore le hamburger au parmesan italien. Il introduit un nouveau logo, un M sur fond vert au lieu du rouge. Du fait de ses 26 ans passés chez Mc Donald’s, il est réputé pour avoir une grande expérience de la franchise. Jean-Pierre Petit lui succède.
Il est placé en garde à vue en mars 2021 dans le cadre d'une enquête du Parquet national financier pour fraude fiscale. La maison mère de McDonald’s et sa filiale française se seraient entendues à partir de 2009 pour transférer aux États-Unis une partie des bénéfices engrangés en France, échappant ainsi à l’impôt. Le préjudice porté à la France est estimé à au moins 300 millions d'euros.

#### Accor
Denis Hennequin entre au conseil d’administration de Accor en tant qu’administrateur indépendant en mai 2009.
Il est nommé directeur général le 1er décembre 2010 en remplacement de Gilles Pélisson et prend les fonctions de PDG le 15 janvier 2011.
Il affirme son style quelques mois après son arrivée en changeant la signature institutionnelle Accor pour « Open New Frontiers in Hospitality », qui selon lui « illustre notre volonté d'être un groupe français avec une ambition internationale », et en modernisant légèrement le logo du groupe.
Denis Hennequin impulse également une stratégie de développement dynamique et offensive :
- Il annonce dès mai 2011 : « Nous devons accélérer le mouvement au niveau de toutes nos marques, et notamment sur nos marques économiques où nous devons passer à trois ouvertures par semaine au niveau mondial »[10]. Il procède ainsi en septembre 2011 à une réorganisation des marques économiques en capitalisant sur le succès de Ibis : Etap Hotel et All Seasons deviennent respectivement Ibis Budget et Ibis Styles.
- Il annonce des objectifs d'ouverture de 40 000 chambres par an pour 2012 et 2013[10]. En 2011, 35 000 nouvelles chambres seront ouvertes au lieu des 30 000 prévues.
- À l’international, il souhaite qu'Accor soit « le numéro un sur tous les continents à l'exception des États-Unis ».

Denis Hennequin a quitté ses fonctions le 23 avril 2013.

### Parcours professionnel indépendant

#### The Green Jersey
En février 2014, il fonde la société de conseil The Green Jersey (SAS), qu'il préside encore en 2023.

#### Cojean
De 2014 à 2016, il s'associe à Cojean pour créer Cojean International. 

#### Conseils d'administration[14]
Eurostar : administrateur depuis 2012.
John Lewis Partnership (John Lewis & Waitrose) : administrateur de 2014 à 2017 et président du comité des rémunérations.
SSP Group PLC : administrateur depuis 2014.
1001fontaines (ONG) : administrateur depuis 2014.
Celio Group : administrateur depuis 2016.
Bakkavör Group Ltd: administrateur depuis 2017.

#### French Food Capital
En 2017, il s'associe à la création et devient co-gérant d'un fonds de développement thématique, French Food Capital.

## Divers
Denis Hennequin est considéré comme un patron atypique. Il est fan de vélo et de musique. Il crée, en 1978, Asbury Sound, le premier fan-club français de Bruce Springsteen.